# Uralkali
La Uralkali è un'azienda russa produttrice ed esportatrice di potassio. È quotata alla Borsa di Londra e di Mosca con il simbolo URKA. L'azienda, che conta 11.300 dipendenti, possiede 5 siti di estrazione mineraria e 7 zone di trattamento del materiale a Berezniki e Solikamsk nel territorio di Perm' in Russia. Produce cloruro di potassio (KCl) standard e granulare che commercializza tramite la Uralkali Trading in oltre 60 nazioni. Nel 2013 ha prodotto 10 milioni di tonnellate di KCl. 
Nel 2021 la Uralkali è diventata lo sponsor ufficiale della scuderia Haas F1 , ma nel 2022, a causa della invasione russa dell'Ucraina, il team decide di rompere il contratto.